# Paredón 2da. Sección
Paredón 2da. Sección är en ort i Mexiko.   Den ligger i kommunen Huimanguillo och delstaten Tabasco, i den sydöstra delen av landet, 600 km öster om huvudstaden Mexico City. Paredón 2da. Sección ligger 44 meter över havet och antalet invånare är 154.
Terrängen runt Paredón 2da. Sección är mycket platt. Runt Paredón 2da. Sección är det ganska glesbefolkat, med 29 invånare per kvadratkilometer. Närmaste större samhälle är Huimanguillo, 15,8 km norr om Paredón 2da. Sección. Trakten runt Paredón 2da. Sección består till största delen av jordbruksmark.